# Marco Beers
Marco Beers (Purmerend, 22 december 1971) is een Nederlands voormalig handbalspeler. Hij speelde tijdens zijn spelerscarrière onder andere bij clubs die uitkwamen in de Duitse Handball-Bundesliga en tot 2009 bij Volendam. In zijn laatste jaren bij Volendam weet hij meerdere malen verschillende prijzen te pakken, zoals de beker, het landskampioenschap en de Supercup.